# Sumo
Sumo (相撲 Sumō) of sumoworstelen is een traditionele Japanse worstelsport die meestal wordt beoefend door zeer zwaarlijvige mannen. De worstelpartij vindt plaats in een cirkelvormig deel van een kleibodem en gaat gepaard met vele rituelen. De Japanners beschouwen Sumo als een moderne krijgskunst; het is daarbij een populaire sport die vaak op televisie uitgezonden wordt. Behalve in Japan begint de populariteit van de sport ook toe te nemen in andere landen. De sport is sterk door een meer dan duizend jaar oude traditie gekleurd en de beoefening ervan vindt uitsluitend plaats door mannen. Vrouwen worden niet in de ring of dohyō (土俵) toegelaten.

## Oorsprong
De sumo traditie is zeer oud, waarschijnlijk is de sport ontstaan uit een Koreaanse vechtsport, Ssireum genaamd, die aan het Japanse keizerlijke hof geïntroduceerd werd door een Koreaanse prins in ballingschap. Deze sport werd behalve door het hofleven ook door de gewone bevolking beïnvloed, en bevat vele rituele elementen die stammen uit de godsdienst Shinto.
Sumo is onlosmakelijk verbonden met het Japanse keizershuis, de keizer is immers het hoofd van shinto. Sommigen interpreteren daarom de korte, explosieve worstelingen tussen de rikishi (worstelaars, letterlijk kracht-mannen) als gevechten tussen twee kami (godheden), en de rivaliteit tussen de stallen als rivaliteit tussen universele krachten.
Rikishi worden als gelukbrengers gezien. Het aanraken van een rikishi zou zorgen voor kracht en voorspoed, en de rikishi worden dan ook binnen en buiten toernooien soms door fans lastiggevallen.

### Shinto en geomantische invloeden
De shinto-invloeden in het sumo zien we onder andere terug in het feit dat rituele zuiverheid benadrukt wordt. Het strooien van zout in de arena (ter purificatie), het afbakenen van de arena met ritueel strotouw en witte papiertjes en het feit dat alleen mannen deel mogen nemen aan de sport zijn allemaal terug te vinden in shinto. Shinto mag soms wel door jonge meisjes worden beoefend, maar aangezien bloed (met name menstruatiebloed) ritueel onrein is moeten de meisjes ermee stoppen als ze geslachtsrijp worden.
Geomantiek is niet uniek voor shinto, maar speelt ook in andere culturen in Azië een grote rol. De geomantische invloeden zijn zichtbaar in de verdeling van worstelaars over de oostelijke en de westelijke stal, en de rituele manier waarop de ruimte waarin sumo wordt beoefend is ingericht. Zo moet de keizer, als hij aanwezig is, plaatsnemen op een zitplaats ten noorden van de ring. Als de keizer niet aanwezig is, is deze plaats voorbehouden aan de priester met de hoogste rang van de aanwezigen. De scheidsrechters van sumowedstrijden zijn altijd gekleed als shintopriesters.

## Doel
Er zijn twee manieren om een partij sumoworstelen te winnen:
- De tegenstander raakt binnen de cirkel de grond met een ander deel van zijn lichaam dan zijn voetzolen. Ook het haar geldt hierbij als lichaamsdeel.
- De tegenstander raakt de grond buiten de cirkel.

Het doel is dus om ervoor te zorgen dat de tegenstander zich niet binnen de cirkel op zijn voeten kan handhaven.

## Klassen en rangen
Het beroepssumo, dat geheel georganiseerd wordt vanuit Japan, is verdeeld in een zestal klassen, waarvan de hoogste wordt aangeduid als makuuchi. Hoewel het gewicht van een sumoworstelaar erg belangrijk voor hem is, zijn er geen gewichtsklassen, zoals bij westerse vechtsporten. Lichte worstelaars maken daardoor bij de profs maar weinig kans in de ring.
De circa 42 worstelaars in de makuuchi worden onderverdeeld in vijf rangen. Dit zijn, van hoog naar laag: yokozuna (groot kampioen), ozeki (kampioen), sekiwake, komosubi en maegashira. Veruit de meeste makuuchi-worstelaars zijn meagashira. Binnen de meagashira-rang is er nog weer een rangschikking op nummer en op Oost of West. De kleur van de mawashi (gordel) die een worstelaar om heeft, zegt niets over zijn rang. Hij kiest die kleur zelf.
Onder de makuuchi-klasse bestaan er in het prof-sumo nog vijf klassen. In oplopende volgorde zijn dat Jonokuchi, Jonidan, Sandanme, Makushita en Juryo. Binnen deze klassen bestaat geen verdere onderverdeling in rangen.
Naast het professionele sumo is er binnen en buiten Japan het amateurcircuit. In tegenstelling tot het profcircuit zijn er bij de amateurs wel gewichtsklassen en worden ook dames toegelaten.

## Toernooien
Per jaar worden in Japan zes grote sumotoernooien gehouden, de basho's. Zo'n toernooi duurt 15 dagen en begint op de tweede zondag van iedere oneven maand. De basho's worden rechtstreeks op de Japanse televisie uitgezonden en trekken zeer veel kijkers. Tussen de basho's door zijn er ook regelmatig demonstratietoernooien.
Alleen de resultaten van de basho's bepalen voor iedere rikishi of hij voor het volgende toernooi een hogere of een lagere rang krijgt, of gelijk blijft in rang. Uitzonderingen op deze regel zijn de yokozuna en de Ozeki. Om te promoveren naar ozeki wordt een constante prestatie verwacht, iets als 32 winstpartijen over de laatste drie basho's, uiteraard zonder negatief resultaat. Een toernooizege en overwinningen op yokozuna's helpen zeker mee in de beoordeling. Voor promotie tot yokozuna wordt twee opvolgende toernooizeges verwacht of "gelijkwaardige prestatie".
De rang van de yokozuna kan niet worden afgenomen, maar bij aanhoudend slechte resultaten zal de yokozuna worden gevraagd zijn loopbaan te beëindigen. Degradatie van de ozeki gebeurt in twee stappen, bij een slecht resultaat behoudt hij zijn rang maar bij het volgende toernooi heet hij dan kadoban, bij een goed resultaat op dit toernooi volgt onmiddellijk herstel tot de volle ozeki-rang, bij een slecht resultaat volgt degradatie tot de sekiwake-rang. Maar zelfs dan is de degradant nog niet verloren; als hij als sekiwake bij de eerstvolgende basho ten minste tien partijen wint, krijgt hij zijn ozeki-rang weer terug; zo niet, dan is hij zijn rang definitief kwijt.
De rikishi moeten trachten aan elke basho deel te nemen. Bij gedwongen afwezigheid door ziekte of een blessure krijgen ze een reglementaire uitslag van 15 verloren partijen achter hun naam en dan daalt hun rang sterk.

## Partijen
Ondanks de verplichte uitgebreide rituelen rond de wedstrijden is een sumomatch bepaald geen showgevecht, maar een korte zeer felle strijd. Naast duwen, trekken en optillen is ook slaan in het gezicht en op de keel toegestaan. Dit mag echter niet met de vuisten, alleen met de vlakke hand.
De beide worstelaars dienen samen zelf te zorgen voor een geharmoniseerde start, er is geen startsignaal. Vanuit een gehurkte houding kijken ze elkaar aan en springen ze gelijktijdig op.
Verrassingsacties spelen soms een rol bij de start. Af en toe komt het voor dat een rikishi niet naar voren springt, maar opzij, om vervolgens de aanstormende tegenstander voorover te duwen.
De worstelaars proberen in veel gevallen de mawashi van hun tegenstander vast te pakken, om hem daarna te vloeren. Hierbij zijn allerlei technieken toegestaan, ook sommige die verboden zijn bij andere vechtsporten, zoals judo. Trekken aan de haren mag niet en betekent direct reglementair verlies van de partij.
Vaak belanden uiteindelijk beide rikishi op de grond of buiten de cirkel, maar het gaat erom wie dat als eerste doet. Daarbij tellen fracties van seconden. Er kan worden beslist dat de beide deelnemers precies tegelijk zijn gevallen, waarna het gevecht wordt overgedaan.
Soms zijn niet alle toekijkende juryleden het eens met de beslissing van de scheidsrechter over een uitslag. Dan volgt kort overleg onder de juryleden, videobeelden worden geraadpleegd en er komt een oordeel. De worstelaars zelf mogen niet tegen een uitslag protesteren.
Na afloop van een match wordt de winnaar geacht op geen enkele manier triomfantelijke gevoelens te tonen. Hij beantwoordt het best aan de sumotraditie als aan zijn gezicht niet eens te zien is dat hij zojuist een partij geworsteld heeft. Dit geldt in het bijzonder voor de yokozuna en de andere hogere rangen. De worstelaar neemt met een ritueel gebaar de eer als winnaar en het eventueel op de wedstrijd gezette prijzengeld in ontvangst, en verlaat dan waardig de ring. De verliezer heeft de ring al eerder verlaten, na een korte hoofdbuiging.

### Blessures
Een sumogevecht houdt een fors risico op zware blessures in. Bij vrijwel elk toernooi doen zich ongelukkige valpartijen voor. Incidenteel moet een rikishi na afloop van een gevecht per rolstoel worden afgevoerd. Dat komt vooral doordat de sumoring op een verhoging is gebouwd, maar geen hekken of touwen heeft, zoals een boksring. Een sumoworstelaar die uit de ring wordt geduwd, valt eerst een flink stuk omlaag alvorens op de harde grond of tussen de toeschouwers te belanden. Bovendien gebeurt dat vaak met het bovenlichaam vooraan, omdat de worstelaar probeert zijn voeten zo lang mogelijk binnen de ring te houden.

## Buitenlandse worstelaars

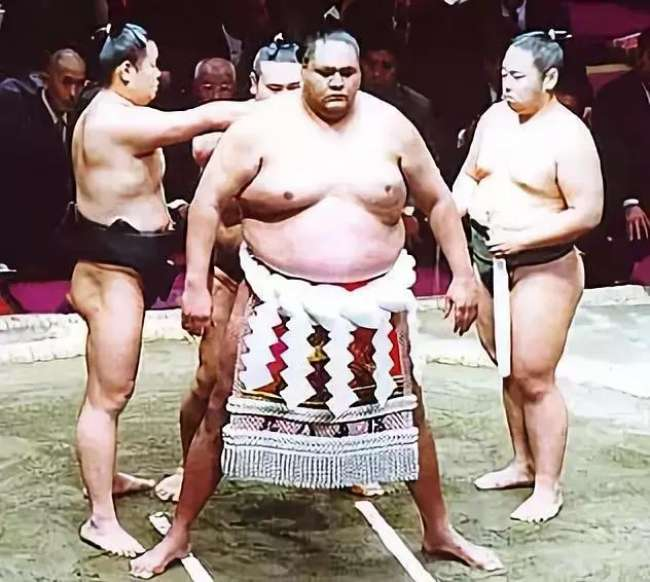
Akebono Tarō

Tegenwoordig zijn veel worstelaars van een hoge rang niet van Japanse afkomst. Soms wordt hiertegen geprotesteerd door Japanse fans, zelfs als de worstelaar in kwestie de Japanse nationaliteit aanneemt. Maar in de meeste gevallen geldt dat een buitenlandse worstelaar die zich naar de Japanse mores voegt en zich gedraagt zoals dat een rikishi betaamt, uiteindelijk geaccepteerd wordt.
De eerste buitenlander met de status van yokozuna was, in 1993, Akebono. In 1999 bereikte ook Musashimaru de hoogste rang. Zij zijn afkomstig van Hawaï en beiden werden door het Japanse publiek gewaardeerd. Zij hebben hun sumoloopbaan inmiddels beëindigd.
Sinds het jaar 2000 zijn vooral veel worstelaars uit Mongolië hoog opgeklommen in het sumo. Van hen zijn ook Asashoryu in 2003 en Hakuho in 2007 tot yokozuna gepromoveerd. Asashoryu heeft problemen om geheel geaccepteerd te worden doordat hij zich in de ogen van het publiek niet altijd correct weet te gedragen. In 2007 werd hij zelfs voor twee Basho-toernooien geschorst omdat hij zich onterecht ziek meldde bij een demonstratietoernooi. Hakuho daarentegen gedraagt zich altijd voorbeeldig en is populair bij de Japanse toeschouwers.
De 22-jarige Bulgaar Kaloyan Stefanov Mahlyanov, beter bekend onder zijn sumonaam Kotooshu, werd in 2005 de eerste Europeaan aan wie de rang van ozeki is toegekend. Hij is ook wel redelijk populair, maar hij had na zijn promotie moeite om zijn ozeki-rang waar te maken, door aanhoudende blessures. Op 24 mei 2008 won hij als eerste Europeaan een toernooi.
De toename van het aantal buitenlanders wordt volgens waarnemers mede veroorzaakt doordat nog slechts weinig jonge mannen in het welvarende Japan hun hele bestaan in dienst willen stellen van het sumo, zoals van hen dan verwacht wordt. In landen waar de levensstandaard lager is, zoals die van het voormalige Oostblok, is die bereidheid groter.

## Media-aandacht
Sumo is in Europa vooral bekend geworden door de uitzending van de grote Basho sumotoernooien op de televisiezender Eurosport. Gedurende twaalf jaar, vanaf 1996 tot en met 2007, heeft deze zender samenvattingen uitgezonden van alle Basho-toernooien. In de uitzendingen werden steeds drie toernooidagen in een programma van één uur samengevat. Een heel basho-toernooi leverde zodoende vijf uitzendingen van een uur op. De samenvattingen werden meestal met een vertraging van een maand uitgezonden.
De uitzendingen van sumo op Eurosport zijn begin 2008 echter gestopt zonder enig zicht op hervatting. De pan-Europese televisiezender en de Sumo-associatie konden het niet eens worden over vernieuwing van het eind 2007 afgelopen contract voor de uitzendrechten. Er heeft zich geen ander Europees televisiestation aangediend om de Basho's uit te zenden.
In Nederland besteden de meeste sportrubrieken op radio, televisie en in kranten geen reguliere aandacht aan sumo. Alleen incidenten, zoals in 2007 het overlijden van een pas 17-jarige sumoworstelaar, halen deze rubrieken af en toe.